# Physalaemus spiniger
Physalaemus spiniger – gatunek płaza bezogonowego z rodziny świstkowatych (Leptodactylidae). Endemit Brazylii. Opisał go w 1926 roku brazylijski zoolog Alípio de Miranda Ribeiro.

## Występowanie i środowisko życia
Zamieszkuje nizinne i podgórskie lasy (tzw. las atlantycki) i ich skraje oraz nadbrzeżne zarośla – restinga, nie występuje na bardziej otwartych terenach. Jest spotykany od poziomu morza do około 800 m n.p.m.
Gatunek jest endemiczny dla Brazylii. Występuje od południowej części stanu São Paulo do skrajnie północno-wschodniej części stanu Parana.

## Rozmnażanie
Rozmnażają się w tymczasowych słodkowodnych stawach oraz innych obszarach leśnych zalanych okresowo wodą. Męskie osobniki nawołują samice z brzegów leśnych sadzawek, a jaja składane są w pianowych gniazdach umieszczonych na powierzchni wody, na ściółce leśnej lub zakotwiczonych do brzegu.

## Status zagrożenia i ochrona
W Czerwonej księdze gatunków zagrożonych Międzynarodowej Unii Ochrony Przyrody (IUCN) Physalaemus spiniger od 2004 roku klasyfikowany jest jako gatunek najmniejszej troski (LC – ang. Least Concern), mimo dość małego obszaru występowania, który jest mniejszy niż 20 000 km²; wynika to z jego domniemanie dużej i stabilnej populacji oraz dużej powierzchni odpowiednich siedlisk w obrębie zasięgu występowania w kilku obszarach chronionych. Trend liczebności populacji oceniany jest jako stabilny ze względu na brak większych zagrożeń. Lokalne zagrożenie dla gatunku stanowi utrata i degradacja siedlisk spowodowana przez rozwój miast, rolnictwo (w tym wypas bydła) czy pozyskiwanie drewna.